# Deadpool (filme)
Deadpool é um filme norte-americano de ação e comédia de 2016 dirigido por Tim Miller e distribuído pela Twentieth Century Fox,em associação com a Marvel Entertainment que tem como protagonista o personagem homônimo da Marvel Comics, sendo o oitavo filme da série de filmes X-Men. A obra é estrelada por Ryan Reynolds no papel titular, e conta também com Morena Baccarin, Ed Skrein, Gina Carano, T. J. Miller, Brianna Hildebrand, Stefan Kapičić e Leslie Uggams em seu elenco.
O filme proporciona a segunda aparição do "mercenário tagarela" nos cinemas, com sua primeira se dando no filme X-Men Origens: Wolverine (2009), onde, também interpretado por Reynolds, foi muito criticado pelos fãs do personagem por não lembrar muito sua figura dos quadrinhos. Apesar do papel continuar com o ator em Deadpool, desta vez o personagem foi totalmente reformulado para que mantivesse fidelidade às HQs clássicas.
Com um orçamento de 58 milhões de dólares, segundo o site Box Office Mojo, Deadpool esteve em desenvolvimento durante mais de 10 anos e teve sua estreia oficial ocorrida no Le Grand Rex em Paris no dia 8 de fevereiro de 2016. No Brasil, foi lançado no dia 11 de fevereiro de 2016, e um dia depois, estreou nos Estados Unidos, obtendo a maior bilheteria de estreia de um filme para maiores de 14 anos. Também recebeu vários elogios da crítica especializada, que louvou o desempenho de Ryan Reynolds, o humor da obra, e suas sequências de ação.
O filme ganhou uma sequência: Deadpool 2, que estreou em 17 de Maio de 2018 sem o retorno de Miller por conta de diferenças criativas com Reynolds.

## Enredo
Wade Wilson é um ex-militar que trabalha como mercenário e que frequenta o bar de seu amigo Weasel. Um dia a acompanhante Vanessa entra no bar e ela e Wade acabam se envolvendo romanticamente, e um ano depois ela aceita sua proposta de casamento. No entanto, Wade é diagnosticado com câncer em estado terminal no fígado, pulmão, próstata e cérebro, restando pouco tempo de vida.
Porém um misterioso recrutador se aproxima de Wade, oferecendo uma cura experimental para o câncer. Wade aceita e deixa Vanessa sem aviso fazendo isso por ela, ele é levado para uma instalação secreta chefiada por Ajax e Pó de Anjo, que o injetam com um soro projetado para despertar genes mutantes latentes. Eles então o sujeitam a dias de tortura para induzir o estresse a desencadear qualquer mutação que Wade possa ter, mas sem sucesso. Quando Wade descobre o nome real de Ajax, Francis, e zomba dele, Francis deixa Wade em uma câmara hiperbárica que o leva à beira da asfixia periodicamente durante um final de semana inteiro, porém acaba ativando um fator de cura sobre-humano que cura seu câncer, mas o deixa severamente desfigurado com cicatrizes semelhantes a queimaduras em todo o seu corpo.
Francis prende Wade novamente na câmara. Wade, então, através de um fósforo consegue induzir uma reação que explode o laboratório, conseguindo escapar. Ele ataca Francis, mas cede quando é informado de que seu rosto pode ser curado. Wade é derrotado por Francis que o deixa para morrer no laboratório em chamas. Wade sobrevive e procura Vanessa, mas não revela que ele está vivo com medo de como ela reagiria à sua nova aparência. Depois de consultar seu melhor amigo Weasel, Wilson decide caçar Francis para conseguir a cura. Ele se torna um vigilante mascarado, adotando o nome "Deadpool", e se muda para a casa de uma idosa cega chamada Al. Deadpool mata muitos dos homens de Francis até que um, o recrutador, revela sua localização.
Deadpool intercepta Francis e um comboio de homens armados em uma via expressa, matando todos, menos Francis. Ele exige que seu rosto seja curado, mas é interrompido pelo X-Men Colossus e sua aprendiz Míssil Adolescente Megassônico. Colossus quer que Deadpool se junte aos X-Men. Aproveitando a distração, Francis escapa. Ele vai ao bar de Weasel e fica sabendo de Vanessa. Ele a sequestra e a leva para um porta-aviões desativado em um ferro-velho. Deadpool convence Colossus e Megassônico a ajudá-lo no resgate de Vanessa. Enquanto Colossus e Megassônico lutam contra Anjo e vários soldados, Deadpool luta contra Francis. Durante a batalha, a Megassônico acidentalmente destrói o equipamento de apoio fazendo o porta-aviões cair. Deadpool protege Vanessa, enquanto Colossus carrega Megassônico e Anjo para a segurança. Francis ataca Deadpool novamente, mas revela que seu rosto não pode ser curado, apesar de Colossus implorar, Deadpool mata Francis, embora ele prometa tentar ser mais heroico no futuro. Embora Vanessa esteja com raiva de Wade por deixá-la, ela se reconcilia com ele.
Em uma cena pós-créditos Deadpool fala que a sequencia terá o Cable como vilão.

## Elenco
- Ryan Reynolds como Wade Wilson / Deadpool[13]: Um mercenário mentalmente instável, que na esperança de curar seu câncer aceita o convite de participar de um projeto que induz mutações latentes. Porém, apesar de conseguir um fator de cura regenerativo na experiência, Wade acaba desfigurado pela mutação. Reynolds disse que esta versão de Deadpool é mais "autêntica" do que aquela de X-Men Origens: Wolverine, e seria mais semelhante ao personagem das histórias em quadrinhos-.
- Morena Baccarin como Vanessa Carlysle: A garota de programa que namora Wade.
- Ed Skrein como Francis Freeman / Ajax: Um membro do programa Arma X, que foi responsável pelo experimento em Wade. Também sofreu experimentos, dos quais interferiram seu sistema nervoso periférico e o tornaram imune à dor.
- T. J. Miller como Fuinha: O melhor amigo de Wade que regularmente ajuda-o a realizar suas atividades.
- Gina Carano como Pó de Anjo: A assistente de Francis. Tem superforça causada pela mutação induzida.
- Brianna Hildebrand como Míssil Adolescente Megassônico: Uma aluna da Escola Xavier. A personagem foi escolhida mais por seu codinome, que agradou os roteiristas. Seus poderes foram também alterados da telepata dos quadrinhos para ser capaz de criar explosões com seu corpo na tentativa de a adequar ao nome "Míssil".[14]
- Stefan Kapičić como a voz de Piotr Rasputin / Colossus: Um mutante com a capacidade de transformar sua pele em aço orgânico. O papel foi originalmente oferecido a Daniel Cudmore, que interpretou o personagem em X-Men 2, X-Men: O Confronto Final e X-Men: Dias de Um Futuro Esquecido, mas ele recusou a oferta. A captura de movimento de Colossus foi feita por Kapičić e Andre Tricoteux.[15] Greg LaSalle foi responsável pela captura facial.
- Leslie Uggams como Cega Al: Uma idosa cega. É a dona da casa onde Wade mora.
- Jed Rees como O Recrutador, apelidado por Deadpool de "Agente Smith".
- Karan Soni como Dopinder: Um taxista indiano que tem seus serviços solicitados por Deadpool.
- Stan Lee como o MC no clube de strip.
- Rob Liefeld (Criador do personagem) como um cliente do bar do Fuinha. Seu nome também aparece em um copo de café no início do filme.

O ator Hugh Jackman não fez seu papel de Wolverine desta vez, aparecendo na capa revista People (que já elegeu Jackman como o "Homem Mais Sexy do Mundo") no início do filme. O ator também "aparece" na forma em uma foto que Wade usa para esconder seu rosto.

### Dublagem brasileira
Estúdio de dublagem - Delart
- Direção de Dublagem:  Hércules Franco[17]
- Cliente:  Fox[17]
- Tradução:  Sérgio Cantú[17]
- Técnico(s) de Gravação:  Léo Santos e Rodrigo Oliveira[17]

Elenco
- Wade Wilson / Deadpool: Reginaldo Primo[17]
- Vanessa Carlysle: Andrea Murucci[17]
- Ajax: Leo Rabelo[17]
- Weasel: Jorge Lucas[17]
- Colossus: Hélio Ribeiro[17]
- Ellie: Erika Menezes[17]
- Dopinder: Rodrigo Antas[17]
- Al Cega: Marlene Costa[17]
- Pó de Anjo: Rita Lopes[17]
- Recrutador: Airam Pinheiro[17]
- Merchant: Manolo Rey[17]

## Produção

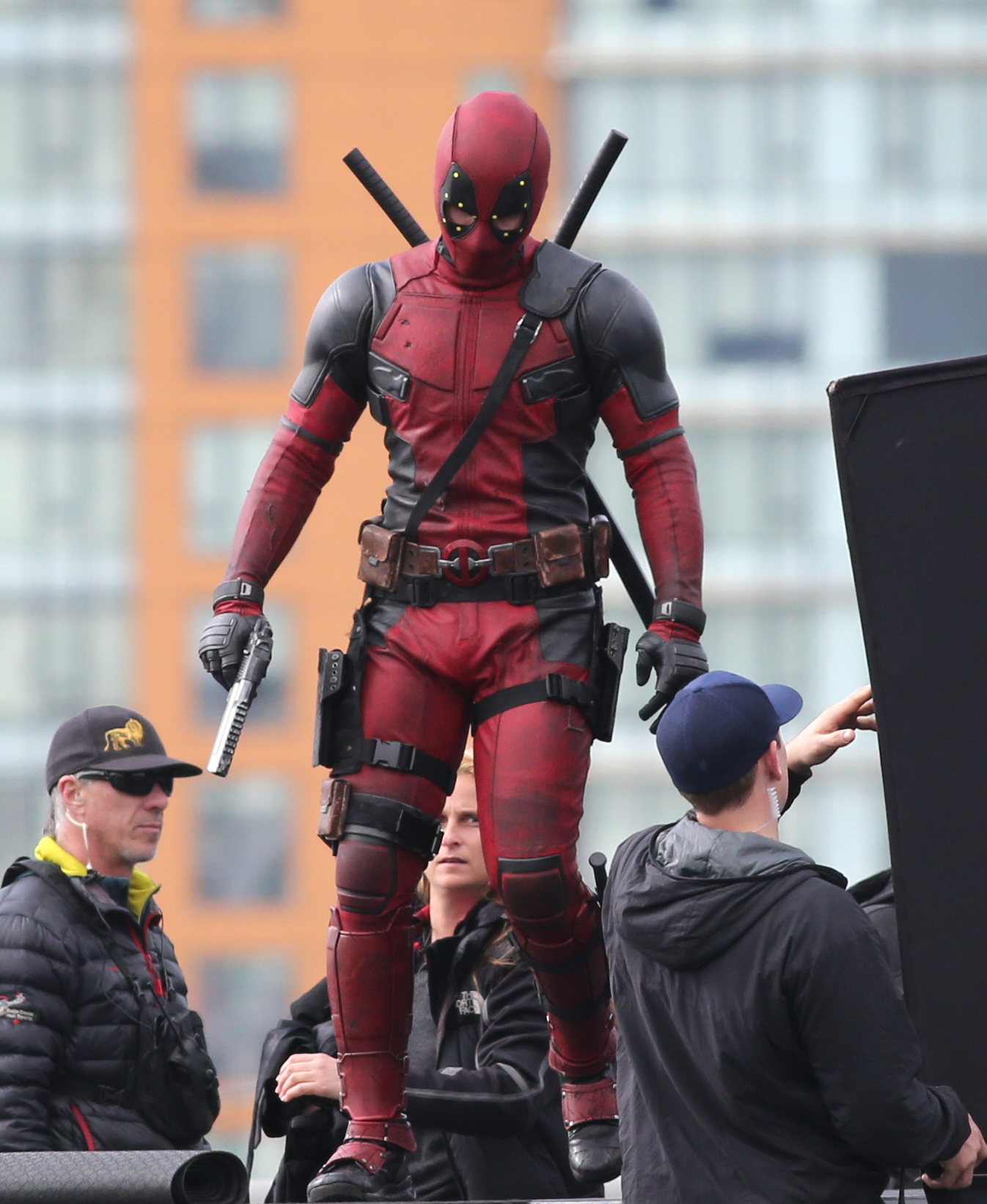
Ryan Reynolds nas gravações de Deadpool em Vancouver

Planos para o filme começaram há muito tempo, especificamente, em maio de 2000, quando a Artisan Entertainment anunciou um acordo com a Marvel Entertainment para coproduzir, financiar e distribuir um longa baseado no anti-herói Deadpool junto com a produtora Overall Design. Em fevereiro de 2004, segundo apontou o IGN FilmForce, a New Line Cinema havia iniciado a produção de um filme do mercenário com David S. Goyer como diretor e Ryan Reynolds no papel principal, o que foi confirmado em abril, quando o produtor Kevin Feige disse em uma entrevista para a edição 151 da revista americana Wizard que um filme do Deadpool estava sendo produzido.
Em setembro de 2004, Ryan Reynolds declarou que o filme, porém, até pela personalidade de Deadpool nos quadrinhos, teria que ser para maiores de 18 anos, mas a ideia de uma filme de herói somente para adultos não foi bem recebida pelos estúdios, já que obras do gênero sempre são voltadas para um publico mais jovem.
Subsequentemente, em março de 2005, a 20th Century Fox se interessou na produção de um filme do Deadpool depois da New Line Cinema colocar o projeto na gaveta. Entretanto, depois de comprar seus direitos, o estúdio por sua vez quis apenas colocar uma participação do personagem em X-Men Origens: Wolverine, com Reynolds novamente sendo escalado para o papel. Ainda que esta fosse somente uma ponta, a Fox, durante o desenvolvimento do filme solo do Wolverine, considerou dar a Deadpool um spin-off, também estrelado por Reynolds. Após o sucesso do fim de semana de abertura de X-Men Origens: Wolverine, o estúdio então oficializou o filme e anunciou que estava "emprestando" Deadpool para alguns escritores, com Lauren Shuler Donner sendo a produtora do título. Donner disse que queria que o filme ignorasse o criticado Deadpool de X-Men Origens: Wolverine e reiniciasse o personagem, afirmando que o anti-herói teria as mesmas características que possui nos quadrinhos, como o costume de quebrar a quarta parede. Ela ainda mostrou um grande desejo de contar com Ryan Reynolds mais uma vez no papel de Deadpool. Em dezembro de 2008, o executivo da Fox Jeff Katz, ainda antes da estreia do filme do Wolverine, disse: "Ryan é o único cara que poderia interpretá-lo. Ele É o Deadpool... Ryan tem verdadeira obsessão pelo personagem."
Em maio de 2009, o filme que estava engavetado foi então novamente oficializado pela 20th Century Fox. Em julho de 2009, Ryan Reynolds confirmou que o filme teria a quebra da quarta parede assim como nos quadrinhos para manter a adaptação o mais fiel possível. Em setembro do mesmo ano, o desenhista Rob Liefeld, cocriador do Deadpool, reafirmou a declaração de Reynolds e ainda disse que o personagem usaria um uniforme igual ao dos quadrinhos, diferente do que aconteceu em X-Men Origens: Wolverine, onde não foi possível ver o personagem com seu traje original. Em julho de 2009, Reynolds foi oficializado como Lanterna Verde no filme da Warner em parceria com a DC, sendo posteriormente questionado se teria de abandonar o icônico personagem da Marvel para fazer o filme da DC. O ator respondeu: "Não há nenhuma lei dizendo que você não pode viver dois personagens diferentes em dois universos de heróis diferentes".
Rhett Reese e Paul Wernick foram contratados para escrever o roteiro em janeiro de 2010. Em agosto de 2010, Rob Liefeld disse em seu Twitter que a Warner Bros. estava se movendo para impedir que o ator, protagonista de Lanterna Verde, protagonizasse o filme da Fox. Para a Warner emendar rapidamente mais dois filmes do Lanterna, como planejava, o ideal é que a agenda do ator ficasse à disposição. "Isso sem falar no desgaste de ver seu super-herói interpretando o anti-herói desbocado da concorrente Marvel", completou. Duas semanas após a declaração de Liefeld, a produtora Lauren Shuler Donner, perguntada se Lanterna Verde poderia atrapalhar o desenvolvimento de Deadpool, negou. "Com certeza não. São coisas diferentes. É como Harrison Ford fazendo Star Wars e Indiana Jones. DC e Marvel são universos diferentes com filmes diferentes. Quanto mais popular e conhecido ele [Reynolds] se tornar, melhor". No fim das contas, o fracasso de bilheteria e crítica do filme do Lanterna Verde fez com que a Warner desistisse de fazer uma continuação, deixando o ator livre novamente para interpretar Deadpool.
Foi enviado para Robert Rodriguez então o primeiro rascunho do roteiro em junho de 2010. Depois, porém, as negociações com Rodriguez esfriaram completamente. Em outubro de 2010, Reynolds declarou que para fazer um filme com classificação etária 17 anos e fiel aos quadrinhos, teria de ser com um orçamento mínimo para não causar grandes impactos ao estúdio: "O filme é bem pequeno. É um impacto mínimo para o estúdio, e é assim que estamos apresentando o projeto para eles. Estamos dizendo 'Veja, o orçamento é mínimo. Sendo assim, podemos fazer isso da forma como devemos fazer?'" Reynolds, porém, não deu um prazo para o início da produção: "Será feito enquanto estivermos vivos, eu acredito. (...) Há ótimas pessoas envolvidas, então vamos ver".
Em abril de 2011, o especialista em efeitos visuais Tim Miller foi contratado como diretor. Em setembro, Lauren Shuler Donner voltou a falar sobre o filme Deadpool e que o foco no momento era tirar o filme do papel e declarou: “Eu não farei o filme se Ryan Reynolds não estiver nele... Ele está extremamente ligado ao projeto e tem trabalhado com os roteiristas e trocado muitas ideias com eles. Temos um grande diretor, Tim Miller, e pretendemos dar ao filme um visual muito distinto. O tom é insano, perturbador, irreverente e violento. É totalmente Deadpool!”
Em julho de 2013, Reynolds fala sobre as negociações para realizar o filme: "Em certo momento, o filme está vivo e chutando, e depois está morto, definitivamente morto. Mas aí ele volta, fica vivo e chuta de novo. Mas depois volta a morrer. É como se fosse o pior relacionamento que eu nunca tive". Em agosto de 2014, vazou um video na internet de um teste de Ryan Reynolds no papel de Deadpool sendo dirigido por Tim Miller com roteiro de Rhett Reese e Paul Wernick. O vídeo viralizou na internet e internautas não pouparam elogios à atuação de Reynolds.
Em setembro de 2014, devido à resposta positiva do teste de filmagem, o filme foi dada uma data de lançamento de 12 de fevereiro de 2016. Em novembro de 2014, Liefeld, criador do personagem, declarou total apoio a Reynolds como protagonista do filme: "Ryan é o Deadpool... Ele é ridiculamente talentoso e possui uma enorme paixão pelo personagem. Deadpool está acontecendo porque ele é uma grande estrela e disse que gostaria de fazer o filme. Eles [o estúdio] não colocariam fé se fosse de outro jeito". No dia 4 de dezembro de 2014, finalmente Ryan Reynolds fechou o acordo para interpretar Deadpool nos cinemas e comemorou no seu Twitter com uma imagem de Deadpool e uma mensagem que seria uma referência à comida preferida do mercenário.
Em janeiro de 2015, Reynolds revelou estar satisfeito com a história. "Passou muito tempo, mas aconteceu do jeito certo e é o que importa... Nós não temos o financiamento que a maioria dos filmes de super-heróis tem, mas isso é ótimo, na verdade. A necessidade é a mãe da invenção, e é por isso que nós vamos conseguir fazer o filme que queremos". Reynolds ainda respondeu se a pressão que iria receber no filme seria maior após o fracasso de Lanterna Verde. "Não, não, claro que não. Você precisa ter fé nas pessoas que estão trabalhando com você e na preparação, que é o que estou fazendo. Nesse filme, a preparação já começou há 11 anos. Você gostaria de pensar que está colocando tudo de si no projeto, mas vamos ver". Reynolds mais tarde admitiu que o vazamento do vídeo do teste na internet foi o grande responsável pela oficialização definitiva do filme, mais do que sua persistência diante dos executivos da Fox. Na busca por uma adaptação fiel, Reynolds chegou a chorar quando viu o uniforme de Deadpool igual ao dos quadrinhos, e chegou a levar um dos trajes embora do set.
A cena de abertura do filme feita totalmente em CG, deixou a renderização com uso de CPUs de lado e foi feito com o uso de GPUs da NVIDIA. O primeiro foi produzido os assets que seriam utilizados na sequência, o que foi feito por meio do Autodesk 3ds Max. Já a renderização propriamente dita foi realizada no V-Ray RT, programa do Chaos Group que usa GPUs a NVIDIA e, segundo a fabricante de placas de vídeo, consegue concluir o processo até 15 vezes mais rápido do que softwares que usam CPUs. No caso de Deadpool, o Blur Studio (empresa de efeitos especiais de Tim Miller) utilizou workstations HP Z840 equipadas com GPUs Quadro M6000.
Quando os créditos estão passando o personagem ressurge com uma toalha enrolada na cabeça, repetindo uma cena que, quebrando a quarta parede, o ator fala diretamente ao público tal como Ferris Bueller em Curtindo a Vida Adoidado. Sobre isto dois roteiristas, Rhett Reese e Paul Wernick, declararam que Ferris Bueller foi realmente a inspiração que faltava para dar sentido ao roteiro que imaginavam fazer.

### Escolha de elenco
Em dezembro de 2014, Reynolds foi confirmado para o papel de Wade Wilson. Em janeiro de 2015, T.J. Miller e Ed Skrein negociaram suas aparições no filme. Em fevereiro, T.J. e Morena Baccarin foram oficialmente escalados para papéis não especificados, e Gina Carano foi confirmada como a personagem Pó de Anjo. Taylor Schilling, Crystal Reed, Rebecca Rittenhouse, Sarah Greene e Jessica De Gouw também foram consideradas para o papel de Vanessa, que ficou com a brasileira Baccarin. Em março, o papel de T.J. foi revelado como sendo o do personagem Fuinha, e Brianna Hildebrand foi contratada para interpretar a personagem Ellie Phimister/Míssil Adolescente Megassônico. Em abril, Skrein revelou seu papel como sendo o de Ajax.[carece de fontes?]

### Filmagens
As filmagens principais começaram no dia 23 de março de 2015 em Vancouver, Canadá, e terminaram em 29 de maio do mesmo ano. Refilmagens ocorreram no mês de novembro também em Vancouver.

### Trilha sonora
Tom Holkenborg, conhecido como Junkie XL, foi o responsável pela trilha sonora de Deadpool. A lista completa da trilha sonora do filme foi liberada online pelo site IndieWire, sendo que, além das instrumentais feitas por Holkenborg, a lista incluiu músicas do DMX, Salt-n-Pepa, Wham!, e o "rap do Deadpool", feito pelo grupo Teamheadkick originalmente para o longa.

## Divulgação emarketing

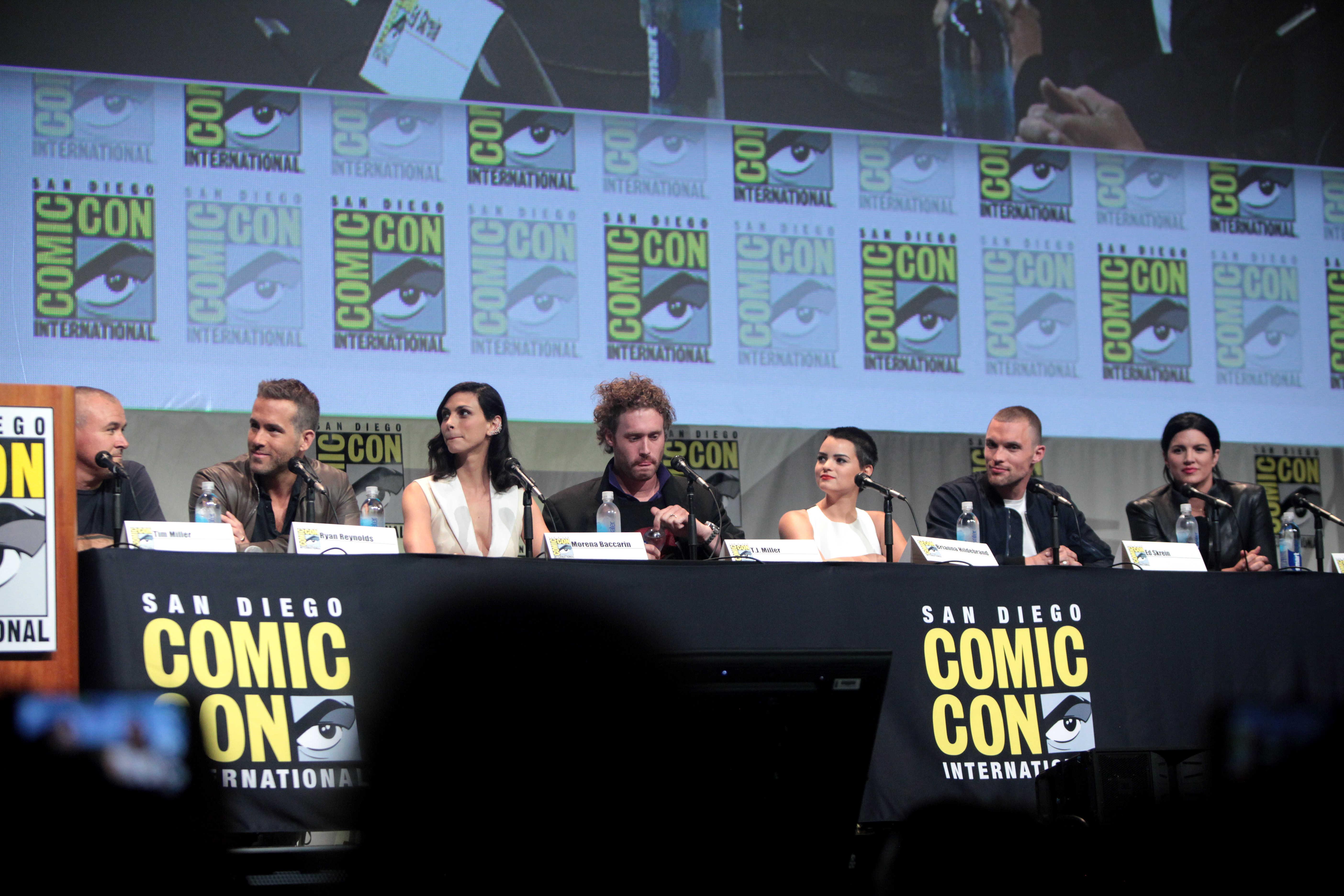
Elenco do filme na San Diego Comic-Con de 2015

Uma campanha publicitária extensiva foi feita para convencer os fãs que Deadpool seria uma adaptação mais fiel, em especial ligada ao humor satírico do personagem e conteúdo viral. Houve ênfase em como o filme teria muito conteúdo adulto, críticas ao Deadpool de X-Men Origens: Wolverine durante o Dia da Austrália (citando a nacionalidade do intérprete de Wolverine), e cartazes fazendo piada com o lançamento próximo ao Dia dos Namorados. A divulgação também fez piada com os grandes eventos antes da estreia em fevereiro de 2016, com cartazes de Natal e Ação de Graças, um vídeo com Ryan Reynolds saindo vestido de Deadpool no Halloween, um comercial onde Deadpool desejava feliz Ano Novo Chinês, e um trailer durante o Super Bowl 50 onde Deadpool expressava interesse em virar atleta. Outros atores de X-Men apareceram durante a divulgação, como Hugh Jackman (Wolverine), que visitou as filmagens em Vancouver, e teve uma entrevista "invadida" por Ryan Reynolds; e Olivia Munn (Psylocke), que fez um vídeo com Reynolds fingindo ser um duelo entre os mutantes. Rob Liefeld, criador do personagem, desenhou um pôster de Deadpool para a Mondo, e Betty White, estrela de um dos seriados favoritos do personagem, The Golden Girls, gravou um vídeo cheio de palavrões elogiando o filme.
Ryan Reynolds fez ações de caridade para crianças com câncer durante as filmagens, ajudado pelo fato de ser a mesma doença que afeta Wade Wilson. Reynolds doou uma das espadas de Deadpool para uma fã com câncer cerebral, recebeu outro doente com Linfoma de Hodgkin no set de Vancouver, e exibiu o filme seis semanas antes da estreia para um canadense em Ontario.
Ações promocionais incluíram emojis de Deadpool, uma figura de luxo feita pela Hot Toys, um Funko Pop do mercenário, e uma recriação em animação do trailer. Durante o Super Bowl 50, além de um comercial televisivo, Reynolds distribuiu chimichangas a caráter em San Francisco, sede do jogo, e recebeu fãs em um bar próximo ao Levi's Stadium.

## Recepção

### Bilheteria
Deadpool arrecadou US$ 363,8 milhões na América do Norte e US$ 401,3 milhões em outros países, com uma arrecadação mundial de US$ 782 milhões, contra um orçamento de apenas US$ 58 milhões.
O longa do anti-herói mais caricato da Marvel estreou nos cinemas norte-americanos batendo recordes. Segundo o THR, o filme arrecadou US$ 12 milhões só na noite de quinta-feira de estreia. Com isso, o filme teve a maior pré-estreia de um título com classificação etária 17 anos e a maior de todos os tempos do mês de fevereiro com essa faixa etária.
Nos outros países, abriu com uma arrecadação total de US$ 14 milhões, levando mais de 350 mil pessoas aos cinemas brasileiros apenas na estreia. Exibido em 879 salas, o filme acumulou mais de R$ 5 milhões no país no primeiro dia e R$ 25 milhões até o fim da semana, levando em torno de 1.739.000 de pessoas aos cinemas. Com isso, ainda no Brasil, o longa entrou para a lista das dez maiores aberturas de quatro dias de todos os tempos.
Em seu fim de semana de estreia, Deadpool arrecadou um total de US$ 260.174.858, sendo US$ 132 milhões apenas em território norte-americano, tornando-se o filme para maiores 18 anos de maior estreia na história ao superar os US$ 91 milhões do filme Matrix Reloaded, que carregava o recorde antes de Deadpool.

### Crítica
No agregador de críticas Rotten Tomatoes, o filme detém um índice de aprovação de 85% com base em 348 críticas, obtendo uma classificação média de 7,1/10 sob o seguinte consenso crítico: "Rápido, engraçado e alegremente profano, Deadpool, que destrói a quarta parede, subverte a fórmula do filme de super-heróis com resultados extremamente divertidos - e decididamente não adequados para a família". No Metacritic, o filme tem uma pontuação média ponderada de 65 de 100, com base em 49 críticos, indicando "críticas geralmente favoráveis". O público entrevistado pelo CinemaScore deu ao filme uma nota média "A" em uma escala de "A+" a "F". O PostTrak relatou uma pontuação média positiva de 97%, com 45% dos espectadores dizendo que o filme superou suas expectativas.
Michael O'Sullivan, crítico de cinema do jornal The Washington Post, classificou Deadpool com três estrelas e meia de quatro, chamando-o de uma "comédia vorazmente autoconsciente" e o primeiro filme da Marvel classificado para menores "com dentes reais; ele elogiou a atitude e o tom do filme, Reynolds por fazer de Deadpool um personagem agradável e as cenas de ação do filme. Alonso Duralde do website TheWrap disse que Deadpool "não deveria 'funcionar', mas absolutamente 'funciona'", sentindo que equilibrou com sucesso a comédia com a ação de super-heróis, e que a química entre Reynolds e Baccarin deu peso suficiente à trama para apoiar o tom e violência. Calvin Wilson, do St. Louis Post-Dispatch, também deu ao filme uma resenha positiva, dizendo que Deadpool era "inteligente, sexy e ultrajante", mas que não funcionaria sem Reynolds. Peter Bradshaw, do britânico The Guardian, deu ao filme quatro de cinco estrelas em sua crítica, chamando o filme de "neurótico e carente - e muito divertido", comparando-o com Kick-Ass (2010) e Kill Bill (2003-04); ele ainda sentiu que os vilões do filme foram subutilizados.
Peter Travers, da revista Rolling Stone, disse que o filme "se prolonga demais e a repetição embota sua inteligência inicial", mas a "sensação de drogado faz parte de seu charme"; Travers elogiou o elenco, principalmente Reynolds, bem como as sequências de ação de Tim Miller. Manohla Dargis, do The New York Times, não ficou impressionada com a lista dos clichês do gênero do filme nos créditos de abertura antes de serem usados; ela destacou os elementos "humanos" do filme e os momentos em que Reynolds e Tim Miller fizeram "mais do que acertar as mesmas notas bombásticas repetidamente". Kate Erbland do IndieWire deu ao filme um 'B−', elogiando seu estilo, e a atuação de Reynolds por quebrar o molde do super-herói, mas criticou o filme como um todo por seguir as convenções do gênero e focar na violência "entorpecente" e não-palavrões e nudez originais.
Escrevendo para o Los Angeles Times, Kenneth Turan disse que Deadpool "teve um começo divertido", mas o personagem "eventualmente desgasta suas boas-vindas"; Turan observou que embora o filme tenha uma narrativa complicada, ele mascara uma história convencional de origem da Marvel. Ele também destacou o elemento romântico do filme e a atuação de Baccarin. Robbie Collin, do The Daily Telegraph, deu ao filme três estrelas de cinco, dizendo que Deadpool não é "o futuro dos filmes de super-heróis", chamando-o de "um desvio agradável e desagradável". Ele sentiu que algumas das piadas do filme sobre clichês de super-heróis estavam desatualizadas na época em que o filme foi lançado. Mick LaSalle do San Francisco Chronicle não gostou do humor, da quebra da quarta parede ou da violência; ele concluiu que o filme é "ruim, quase um lixo, mas perturbador também, pois é exatamente o tipo de horror falso e inteligente que pode ser o futuro do cinema".

### Prêmios e indicações
| Ano  | Prêmio                                                | Categoria                                               | Indicados                                     | Resultado | Notas   |
| ---- | ----------------------------------------------------- | ------------------------------------------------------- | --------------------------------------------- | --------- | ------- |
| 2016 | Kerrang! Award 2016                                   | Melhor Filme                                            | Deadpool                                      | Venceu    | [ 94 ]  |
| 2016 | MTV Movie Award 2016                                  | Filme do Ano                                            | Deadpool                                      | Indicado  | [ 95 ]  |
| 2016 | MTV Movie Award 2016                                  | Melhor Atriz                                            | Morena Baccarin                               | Indicado  | [ 95 ]  |
| 2016 | MTV Movie Award 2016                                  | Melhor Ator                                             | Ryan Reynolds                                 | Indicado  | [ 95 ]  |
| 2016 | MTV Movie Award 2016                                  | Melhor Performance de Comedia                           | Ryan Reynolds                                 | Venceu    | [ 96 ]  |
| 2016 | MTV Movie Award 2016                                  | Melhor Performance de Ação                              | Ryan Reynolds                                 | Indicado  | [ 95 ]  |
| 2016 | MTV Movie Award 2016                                  | Melhor Vilão                                            | Ed Skrein                                     | Indicado  | [ 95 ]  |
| 2016 | MTV Movie Award 2016                                  | Melhor Beijo                                            | Morena Baccarin e Ryan Reynolds               | Indicado  | [ 95 ]  |
| 2016 | MTV Movie Award 2016                                  | Melhor Luta                                             | Ryan Reynolds e Ed Skrein                     | Venceu    | [ 96 ]  |
| 2016 | Critics' Choice Award 2017                            | Melhor Filme de Ação                                    | Deadpool                                      | Indicado  | [ 97 ]  |
| 2016 | Critics' Choice Award 2017                            | Melhor Comedia                                          | Deadpool                                      | Venceu    | [ 98 ]  |
| 2016 | Critics' Choice Award 2017                            | Melhor Ator em Filme de Ação                            | Ryan Reynolds                                 | Indicado  | [ 97 ]  |
| 2016 | Critics' Choice Award 2017                            | Melhor Ator em Comedia                                  | Ryan Reynolds                                 | Venceu    | [ 98 ]  |
| 2016 | Teen Choice Award 2016                                | Melhor Filme de Ação ou Aventura                        | Deadpool                                      | Venceu    | [ 99 ]  |
| 2016 | Teen Choice Award 2016                                | Melhor Atriz de Ação ou Aventura                        | Morena Baccarin                               | Indicado  | [ 100 ] |
| 2016 | Teen Choice Award 2016                                | Melhor Ator de Ação ou Aventura                         | Ryan Reynolds                                 | Indicado  | [ 100 ] |
| 2016 | Teen Choice Award 2016                                | Melhor Chilique                                         | Ryan Reynolds                                 | Venceu    | [ 99 ]  |
| 2016 | Teen Choice Award 2016                                | Melhor Vilão                                            | Ed Skrein                                     | Indicado  | [ 101 ] |
| 2016 | Teen Choice Award 2016                                | Artista Revelação                                       | Brianna Hildebrand                            | Indicado  | [ 101 ] |
| 2016 | Imagen Foundation Awards                              | Melhor Atriz em Longa Metragem                          | Morena Baccarin                               | Indicado  |         |
| 2016 | San Diego Film Critics Society Awards                 | Melhor Performance de Comedia                           | Ryan Reynolds                                 | Indicado  |         |
| 2016 | St. Louis Film Critics Association Awards             | Melhor Filme de ação                                    | Deadpool                                      | Indicado  |         |
| 2016 | St. Louis Film Critics Association Awards             | Melhor Filme de Comedia                                 | Deadpool                                      | Indicado  |         |
| 2016 | Satellite Awards                                      | Melhor Efeito Visual                                    | Deadpool                                      | Indicado  |         |
| 2016 | Phoenix Critics Circle Awards                         | Melhor Filme de Comedia                                 | Deadpool                                      | Indicado  |         |
| 2016 | Las Vegas Film Critics Society Awards                 | Melhor Filme de Comedia                                 | Deadpool                                      | Indicado  |         |
| 2016 | Las Vegas Film Critics Society Awards                 | Melhor Filme de Ação                                    | Deadpool                                      | Indicado  |         |
| 2016 | Indiana Film Journalists Association Awards           | Melhor Imagem                                           | Deadpool                                      | Indicado  |         |
| 2016 | Hollywood Music In Media Awards                       | Melhor Álbum de Trilha Sonora                           | Deadpool (Original Motion Picture Soundtrack) | Indicado  |         |
| 2016 | Hollywood Music In Media Awards                       | Melhor Supervisão de Musica                             | John Houlihan                                 | Indicado  |         |
| 2016 | Awards Circuit Community Awards                       | Melhor Conjunto de Dublê                                | Deadpool                                      | Indicado  |         |
| 2016 | Awards Circuit Community Awards                       | Melhor Roteiro Adaptado                                 | Deadpool                                      | Indicado  |         |
| 2016 | Awards Circuit Community Awards                       | Melhor Cabelo e Maquiagem                               | Bill Corso                                    | Venceu    |         |
| 2017 | Prêmios Globo de Ouro                                 | Melhor Filme de Comédia ou Musical                      | Deadpool                                      | Indicado  | [ 102 ] |
| 2017 | Prêmios Globo de Ouro                                 | Melhor Ator - Comédia ou Musical                        | Ryan Reynolds                                 | Indicado  | [ 102 ] |
| 2017 | People's Choice Awards                                | Filme Favorito                                          | Deadpool                                      | Indicado  | [ 103 ] |
| 2017 | People's Choice Awards                                | Filme de Ação Favorito                                  | Deadpool                                      | Venceu    | [ 103 ] |
| 2017 | People's Choice Awards                                | Ator em Filme de Ação Favorito                          | Ryan Reynolds                                 | Indicado  | [ 103 ] |
| 2017 | People's Choice Awards                                | Ator Favorito de Cinema                                 | Ryan Reynolds                                 | Venceu    | [ 103 ] |
| 2017 | Producers Guild Awards                                | Melhor Produção do Ano                                  | Deadpool                                      | Indicado  | [ 104 ] |
| 2017 | Hollywood Makeup Artist and Hair Stylist Guild Awards | Melhor Efeito Especial de Maquiagem                     | Bill Corso e Andy Clement                     | Indicado  |         |
| 2017 | Denver Film Critics Society Awards                    | Melhor Filme de Comedia                                 | Deadpool                                      | Venceu    |         |
| 2017 | Writers Guild Awards                                  | Melhor Roteiro Adaptado                                 | Deadpool                                      | Indicado  | [ 105 ] |
| 2017 | Directors Guild Awards                                | Melhor Diretor Estreante                                | Tim Miller                                    | Indicado  | [ 106 ] |
| 2017 | Visual Effects Society Awards                         | Melhor Ambiente Criado com Recurso FotoReal             | Deadpool                                      | Indicado  |         |
| 2017 | Jupiter Awards                                        | Melhor Filme Internacional                              | Deadpool                                      | Indicado  |         |
| 2017 | Jupiter Awards                                        | Melhor Ator Internacional                               | Ryan Reynolds                                 | Indicado  |         |
| 2017 | Casting Society of America Awards                     | Melhor Casting de Filme de Comedia com Grande Orçamento | Deadpool                                      | Indicado  |         |
| 2017 | American Cinema Editors Awards                        | Melhor Edição em Filme de Comedia                       | Julian Clarke                                 | Indicado  |         |

## Controvérsias

### Censura e classificação etária
Ryan Reynolds nunca escondeu que quisesse fazer um filme para maiores de idade, somente assim poderiam transmitir a essência do personagem Deadpool dos quadrinhos que é conhecida por palavrões e muita violência, e talvez seja por isso que o filme tenha demorado tanto para sair do papel. Um filme para maiores significa um público menor, já que os menores seriam barrados na entrada. Com um público reduzido, os estúdios ficaram com receio de investir um grande orçamento. O filme foi realizado com um orçamento bem menor que o habitual para o gênero.
No dia 28 de janeiro de 2016 de acordo com o THR, Deadpool teve seu lançamento negado nos cinemas da China por conta do excesso de violência, nudez e linguagem imprópria. Segundo o site, a China não tem um sistema de classificação etária. Um órgão do governo é responsável por assistir e reprovar ou aprovar a entrada de filmes estrangeiros, que serão exibidos para todas as idades. O que acontece na maioria das vezes é que o filme tem as cenas mais fortes cortadas. No caso de Deadpool, isso não foi possível pois o corte de tais momentos iria interferir no enredo principal da história. A 20th Century Fox preferiu não comentar. Após ser proibido nos cinemas chineses, o Uzbequistão também baniu Deadpool, com o assessor de imprensa de uma rede de cinema local declarando que o filme "não está de acordo com as normas éticas da nossa sociedade".
No Brasil, houve um equivoco por parte da rede Cinemark que acabou confundindo a classificação etária do trailer com a do filme e acabou divulgando que o filme havia recebido a classificação indicativa 14 anos no Brasil. Não demorou muito para a notícia se propagar na internet, e os fãs ficarem receosos com possíveis cortes de cenas violentas e palavrões. O Ministério da Justiça teve que se pronunciar para acalmar os brasileiros: “Nós ainda não vimos o filme [para classificá-lo]. Vamos ver apenas nesta quinta-feira, dia 28 de Janeiro de 2016”. A Fox Film afirmou que os cinemas nacionais receberiam a mesma cópia que seria exibida nos cinemas norte-americanos, sem cortes. Mesmo assim, o filme recebeu classificação 16 anos no Brasil.
Em Portugal, apesar da violência e referências sexuais, o filme foi classificado como M/14 (para maiores de 14 anos).
Existe uma lei em Utah que proíbe cinemas com licença para vender bebidas alcoólicas de exibir qualquer nudez ou insinuação de sexo. Mesmo assim, o cinema Brewvies que tem essa licença contrariou a lei e exibiu o filme Deadpool. O Departamento de Controle de Bebidas Alcoólicas do estado de Utah reagiu ameaçando revogar a licença do estabelecimento, em resposta o cinema entrou na justiça com uma ordem de restrição contra o Departamento alegando: "...o pedido do Brewvies de ordem de restrição temporária, uma injunção primária, e uma injunção permanente para prevenir os efeitos dessa medida contra a liberdade de expressão e a ameaça inconstitucional da possível suspensão ou revogação da licença de bebidas alcoólicas do Brewvies, que seguirão se a defesa for permitida continuar a punir ou ameaçar punir o Brewvies por exibir filmes protegidos pela Primeira Emenda e pela Constituição de Utah”. Essa não é a primeira briga entre os dois lados, já que a mesma situação aconteceu com as exibições de The Hangover Part II, Ted 2 e Magic Mike XXL.

### Repercussão em Hollywood
No dia 15 de fevereiro de 2016, James Gunn, diretor de Guardiões da Galáxia, divulgou um texto no Facebook onde elogiou Deadpool e critica a abordagem de parte da mídia para os filmes: “Depois de cada filme que bate recordes de bilheteria, as pessoas aqui de Hollywood gostam de citar razões definitivas desse sucesso. Eu vi isso acontecer com Guardiões. ‘Não tinha medo de ser engraçado’, ou ainda ‘era colorido e engraçado’, e eu comecei a ver dezenas de trailers iguais ao filme, com músicas pop e trocadilhos. Deadpool não é assim. Deadpool tem suas próprias coisas. É a isso que as pessoas estão reagindo. É original, é muito bom, foi feito com amor pelos cineastas. Eles não podem estar somente copiando o que veio antes”. “Então, nos próximos meses, se você prestar atenção nas chamadas, verá Hollywood mal interpretando a lição que deveriam ter aprendido com Deadpool. Eles estarão dando sinal verde para filmes ‘como o Deadpool’. Mas, com isso, eles não vão querer dizer ‘bom e original’, e sim, ‘um filme de super-herói obsceno’ ou ‘que quebra a quarta parede’. Eles vão te tratar como se você fosse estúpido, que é a única coisa que Deadpool não faz. Mas, no meio de tudo isso, haverá um estúdio ou dois que vão tirar a lição certa disso – como a Fox fez com os Guardiões dando sinal verde para o Deadpool – e vão dizer ‘Cara, talvez a gente possa dar às pessoas algo que elas ainda não tiveram'. E é isso que vai ser bem sucedido”, finalizou o diretor.
Poucos dias após o lançamentos de Deadpool, durante a Toy Fair em Nova York, um cartaz de Logan (2017) indica que a última história do mutante interpretado por Hugh Jackman também deveria ter uma classificação "R" (Menores de 17 anos apenas acompanhados). Esse anúncio mostra o impacto do sucesso de Deadpool, já que para The Wolverine tinha sigo cogitado uma classificação mais alta, chegando a gravar duas versões diferentes para a história, mas no final, os produtores optaram por retirar as cenas fortes no intuito de obter uma classificação mais branda. Paralelamente, o diretor Simon Kinberg, de X-Force (2017), afirmou que os produtores também pensam numa classificação "R". A Marvel/Disney e a DC/Warner não manifestaram nenhuma intenção de fazer alterações nas classificações etárias em seus universos cinematográficos.

## Mídia doméstica
O formato HD Digital foi disponibilizado para venda por meio de download e streaming no dia 25 de abril através da loja virtual Fox Digital HD, a plataforma de streaming da Fox. que vende lançamentos de títulos do estúdio antes do lançamento em Blu-Ray e DVD, por meio do iTunes Store, Google Play e Microsoft Store, entre outras opções. A Fox divulgou que o filme vendeu 1 milhão de copias na sua primeira semana disponível para compra na internet, se tornando o filme mais vendido em formato digital em uma semana.
A edição em Blu-Ray e DVD de Deadpool chegou às prateleiras no dia 10 de Maio. A versão para DVD e Blu-ray de Deadpool também traz erros de gravação, cenas deletadas, comentários do elenco, dos roteiristas e do criador do personagem Rob Liefeld e um especial sobre a adaptação dos quadrinhos para o cinema.

## Sequência
Em agosto de 2015, em entrevista a revista Empire sobre Deadpool, o diretor Tim Miller falou que já estava pensando na continuação do filme e disse que o personagem Cable estaria na sequência.
Antes mesmo de chegar aos cinemas, segundo o Hollywood Reporter, Rhett Reese e Paul Wernick, roteiristas de Deadpool, já estavam trabalhando na sequência do longa. O diretor Tim Miller também deveria retornar ao posto. A confirmação de uma sequência antes mesmo da estreia se deu por conta da previsão de que o filme deveria faturar entre US$ 65 e 70 milhões durante o seu fim de semana de abertura na América do Norte, uma ótima marca para um lançamento de baixo orçamento (dentro do gênero de heróis) e com classificação restrita.
Após confirmar que já estariam escrevendo o roteiro de Deadpool 2, Reese e Wernick falaram ao Collider sobre os planos para sequência. Afirmaram que não almejam um orçamento grande para o filme e que ficariam felizes em fazer a sequência com um orçamento semelhante ao do primeiro, apesar da imprensa divulgar que o primeiro filme foi feito com baixo orçamento: “Não queremos US$ 150 milhões para fazer o próximo filme, isso não é Deadpool. Ele não coloca cidades no ar nem luta com alienígenas que chegam do espaço, isso somente não é ele. Então estamos felizes nesse pequeno orçamento que nos deram, não queremos estourar isso no próximo”. Também afirmaram que o segundo filme como o primeiro, iria se manter dentro do seu próprio universo mostrando o mínimo possível do universo X-Men ao qual o filme está ambientado, o motivo da decisão é problemas na linha do tempo da franquia X-Men, pois os roteiristas não sabem em qual linha do tempo o filme de Deadpool se encaixaria.

## Cronologia
Linha do Tempo (Presente):
X-Men: Primeira Classe (Ano de 1963)
X-Men Origens: Wolverine (prelúdio ambientado em 1845, história principal em 1979)
X-Men: O Filme (ano de 2000)
X-Men 2 (ano de 2003)
X-Men: O Confronto Final (ano de 2006)
Wolverine - Imortal (ano de 2011)
Linha do Tempo (Logan):
Logan (Ano de 2029)
Deadpool & Wolverine (Ano posterior à 2029)
Linha do Tempo (Revisada):
X-Men: Primeira Classe (Ano de 1962)
X-Men: Dias de Um Futuro Esquecido (Passado; Ano de 1973)
X-Men: Apocalipse (Ano de 1983)
X-Men: Fênix Negra (Ano de 1992)
Deadpool (Ano de 2016)
Deadpool 2 (Ano de 2018)
X-Men: Dias de um Futuro Esquecido (Futuro; Ano de 2023)
Deadpool & Wolverine (Ano de 2024)

OBS: X-Men: Dias de Um Futuro Esquecido alterou ambas as linhas do tempo. A linha do tempo do passado e futuro se separaram e cada uma tomou um rumo diferente, deixando de depender uma da outra.